# Apatophyllum
Apatophyllum é um género botânico pertencente à família Celastraceae.